# Fixed (film)
Fixed är en amerikansk animerad äventyrs- och komedifilm som hade premiär på strömningstjänsten Netflix den 13 augusti 2025. Filmen är regisserad av Genndy Tartakovsky som även skrivit manus tillsammans med Steve Greenberg och Rich Lufrano.

## Handling
Filmen handlar om Bull som är en helt vanlig hund. När han får reda på att han ska kastreras imorgon inser att han behöver ett sista äventyr med sitt gäng.

## Röster (i urval)
- Adam DeVine - Bull
- Idris Elba - Rocco
- Kathryn Hahn - Honey
- Fred Armisen - Fetch
- Bobby Moynihan - Lucky
- Beck Bennett - Sterling